# Distrito electoral federal 6 de Puebla

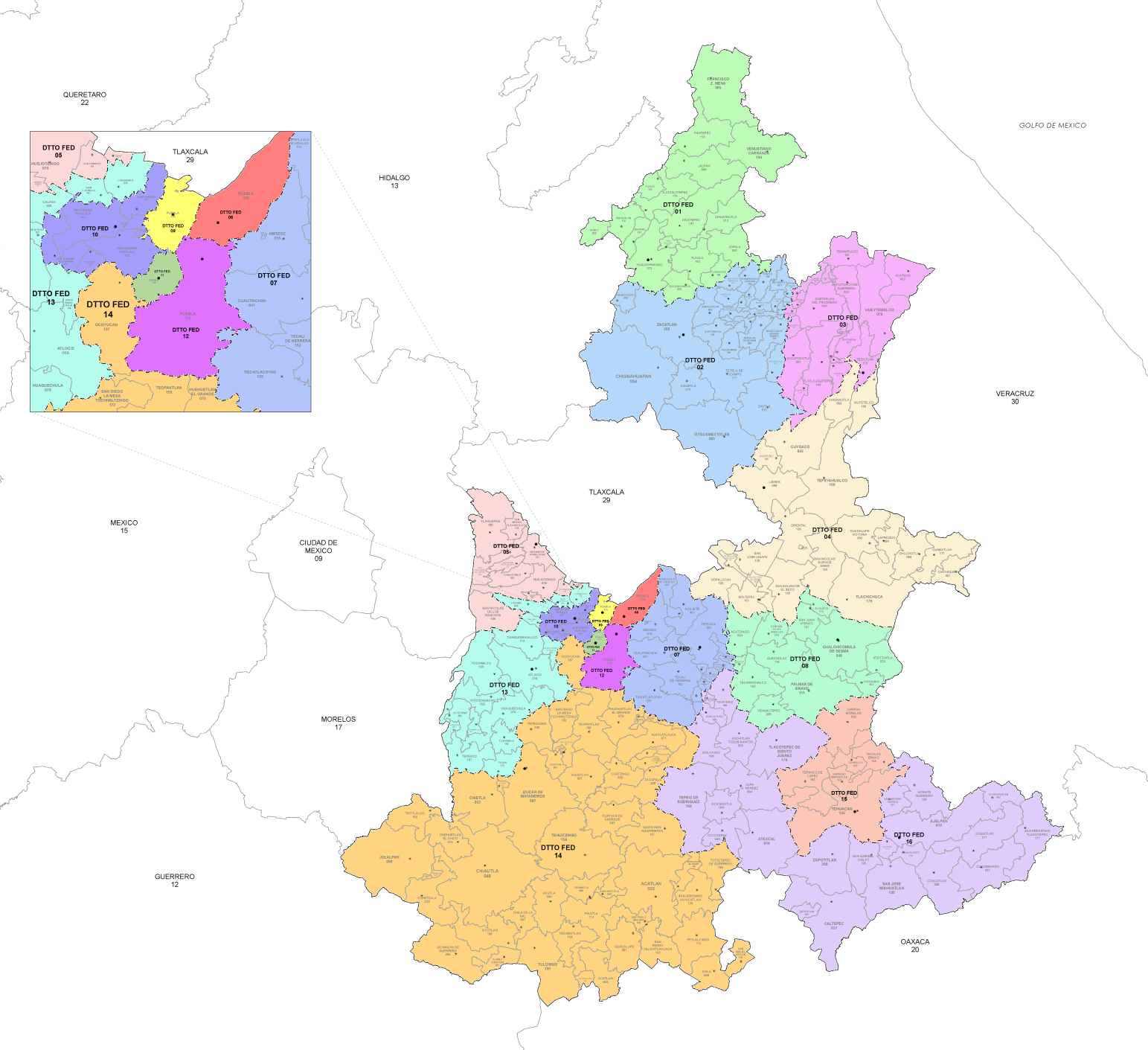
Distritos electorales federales del estado de Puebla (desde 2022).

El VI Distrito Electoral Federal de Puebla es uno de los 300 Distritos Electorales en los que se encuentra dividido el territorio de México para la elección de diputados federales y uno de los 16 en los que se divide el estado de Puebla. Uno de los cuatro de la cabecera, la ciudad de Puebla de Zaragoza.
El Sexto Distrito Electoral de Puebla está formado por el cuarto noreste del municipio de Puebla, cubriendo este mismo sector de la ciudad y las comunidades rurales ubicadas en las faldas del Volcán Malintzin, entre ellos San Miguel Canoa.

## Distritaciones anteriores

### Distritación 1996 - 2005
Entre 1996 y 2005 el Sexto Distrito tenía una integración territorial prácticamente idéntica, variando únicamente sus límites de secciones electorales en la ciudad de Puebla.

## Diputados por el distrito
- L Legislatura
  - (1976 - 1979): Antonio Tenorio Adame (PRI)
- LI Legislatura
  - (1979 - 1982):
- LII Legislatura
  - (1982 - 1985): Wulfrano Ascensión Bravo (PRI)
- LIII Legislatura
  - (1985 - 1988):
- LIV Legislatura
  - (1988 - 1991):
- LV Legislatura
  - (1991 - 1994):
- LVI Legislatura
  - (1994 - 1997): Edgar Benítez Gálvez (PRI)
- LVII Legislatura
  - (1997 - 2000): Omar Álvarez Arronte (PRI)
- LVIII Legislatura
  - (2000 - 2003): Erika Elizabeth Spezia Maldonado (PVEM)
- LIX Legislatura
  - (2003 - 2006): Roberto Ruiz Esparza (Ind.)[3]
- LX Legislatura
  - (2006 - 2009): Arturo Flores Grande (PAN)
- LXI Legislatura
  - (2009 - 2012): Francisco Ramos Montaño (PRI)

## Resultados electorales

### 2009
|  | 0 % |

|  | 0 % |

|  | 100.00 % |

### 2006
|  | 39.58 % |

|  | 24.37 % |

|  | 24.47 % |

|  | 5.49 % |

|  | 3.52 % |

|  | 0.33 % |

|  | 2.24 % |

|  | 100.00 % |

### 2003
|  | 45.07 % |

|  | 33.01 % |

|  | 5.68 % |

|  | 1.13 % |

|  | 1.03 % |

|  | 0.09 % |

|  | 0.14 % |

|  | 0.82 % |

|  | 0.37 % |

|  | 0.28 % |

|  | 0.10 % |

|  | 3.83 % |

|  | 100.00 % |

### 2000
|  | 53.02 % |

|  | 33.02 % |

|  | 9.20 % |

|  | 1.05 % |

|  | 0.09 % |

|  | 2.14 % |

|  | 0.02 % |

|  | 1.78 % |

|  | 100.00 % |